# Платіжний термінал
Платі́жний терміна́л (англ. Payment terminal) або POS-термінал (від англ. Point Of Sale — точка продажу) — це електронний пристрій, що зчитує дані пластикової картки з магнітної смуги або чипу, розташованого на пластиковій картці, або зі смартфона з функцією NFC та встановленого відповідного ПЗ із внесеними реквізитами платіжної картки, і зв'язується з банком по електронних каналах зв'язку. Сума операції вводиться з клавіатури (якщо це POS-термінал, інтегрований до каси, то сума береться з даних каси до оплати). Всі дані операції друкуються на чеку терміналом.
Наявність POS-термінала дозволяє приймати до оплати всі типи міжнародних банківських карток, включаючи як найпоширеніші електронні картки «Visa» та «Mastercard», так і менш поширені у нашій країні China UnionPay та інші, що значно прискорює проведення операції оплати і скорочує термін відшкодування грошових коштів по проведених операціях.
В Україні в 2008 році лише близько 5 % суми операцій з картками становили електронні платежі. У першому півріччі 2013 їх частка зросла більш ніж втричі — до 18 %. В Європі частка безготівкових розрахунків становить 90 %, у США — ще більше. Згідно з прогнозами експертів Український ринок POS-терміналів будуть контролювати 10-20 найбільших банків країни, як-от ПриватБанк, Ощадбанк, Райффайзен Банк Аваль та інші.

## Сьогодення
Сьогодні більшість платіжних терміналів передають дані через стільникову мережу або Wi-Fi. Спадкові термінали обмінюються даними через звичайну стандартну телефонну лінію або Ethernet-з'єднання.
Деякі також мають можливість кеш даних транзакцій, які передаються на процесор шлюзу, коли з'єднання стає доступним (зазвичай використовується у літаках); головним їх недоліком є те, що негайна авторизація недоступна на момент обробки картки, що надалі може призвести до невдалих платежів. Бездротові термінали передають дані карток за допомогою Bluetooth, Wi-Fi, стільникової мережі, або навіть супутникової мережі у віддалених районах та на борту літаків.
До появи платіжних терміналів продавці збирали інформацію про картки вручну (використовуючи так звані машини «ZipZap»). Розвиток платіжних терміналів зумовлювався перевагою ефективності завдяки зменшенню часу обробки транзакцій та негайної авторизації платежів. З точки зору безпеки, термінали надають наскрізні функції шифрування даних та функції аудиту. З усім тим, траплялись випадки зловмисного програмного забезпечення POS-колодки. Також спостерігалися випадки кардингу карток на терміналах, і це призвело до відмови від використання магнітної стрічки для збору інформації за стандартами EMV.

## Історія

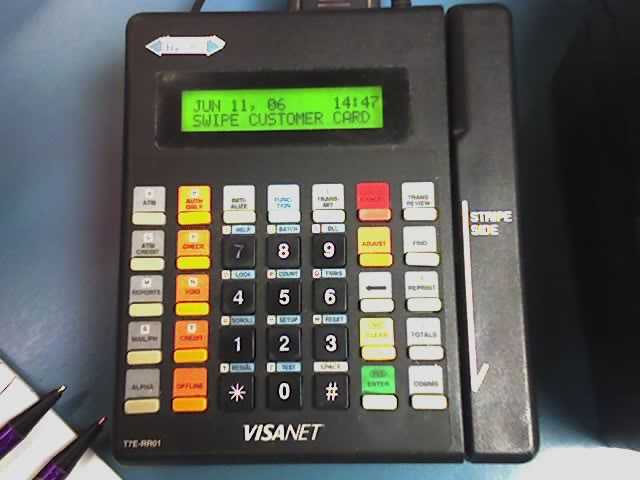
Типовий термінал для вставної картки з 2006 року

До розробки платіжних терміналів торговці використовували ручні імпринтери (також відомі як машини ZipZap) для збору інформації кредитних карток шляхом витиснення інформації на паперові листки. Ці паперові листки потрібно було віднести в банк для обробки. Це був громіздкий і трудомісткий процес.
Термінали торгових точок з'явилися в 1979 році, коли Visa представила громіздкий електронний термінал збору даних, який був першим платіжним терміналом. Того ж року магнітна смуга вперше була додана до кредитних карток. Це дозволило збирати інформацію про картки в електронному вигляді і призвело до розвитку платіжних терміналів.

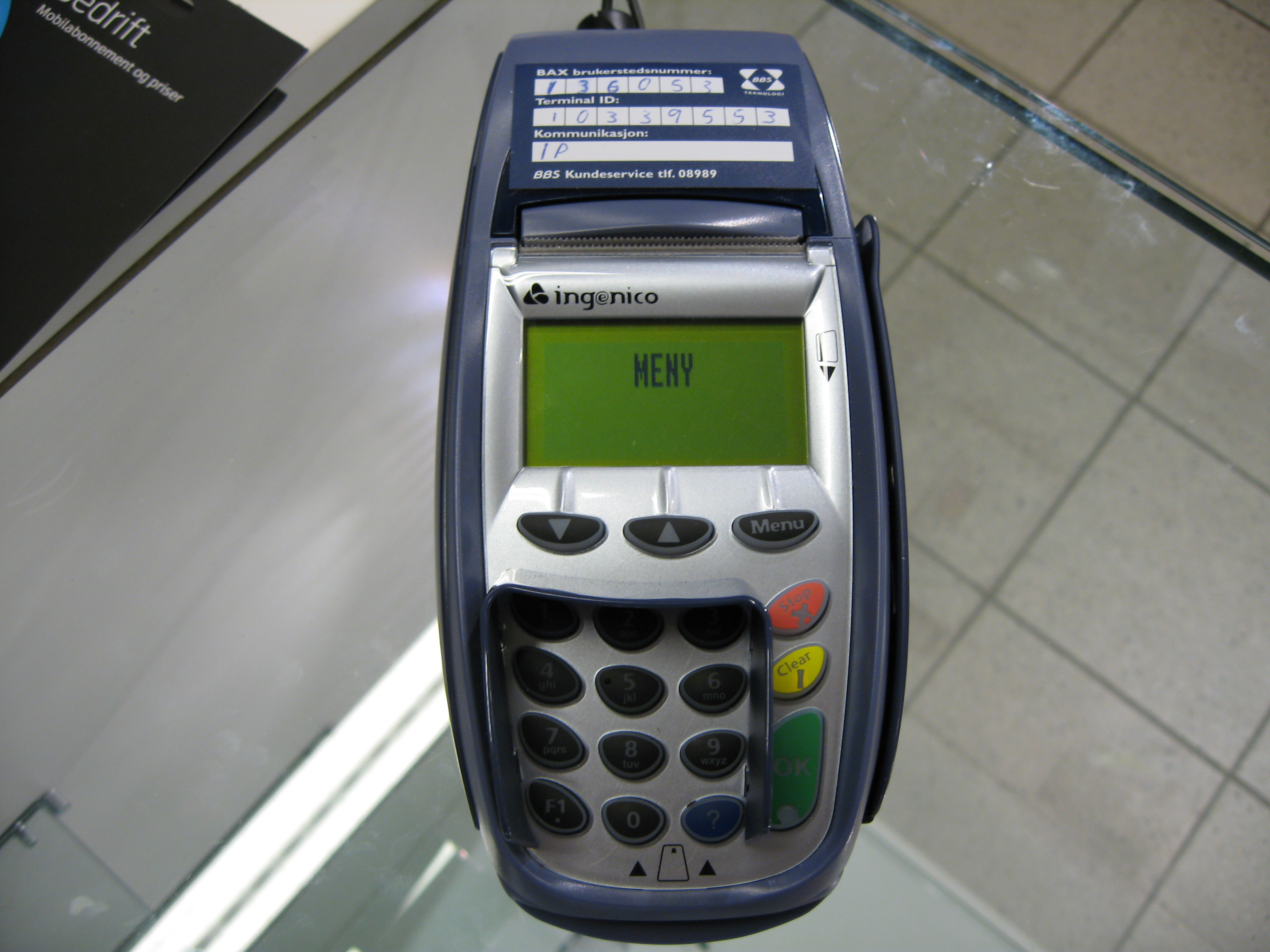
Типовий платіжний термінал з 2007 року

Однією з перших компаній, яка випустила спеціальні платіжні термінали, була Verifone. Вона розпочалася в 1981 році на Гаваях як невелика електронна компанія. У 1983 році вони представили серію терміналів ZON, яка стане стандартом для сучасних платіжних терміналів.
Джордж Уолнер, який народився в Угорщині, в 1978 році заснував конкурента — Hypercom у Сіднеї, Австралія, а в 1982 році розпочав виробництво спеціальних платіжних терміналів. Він продовжував домінувати в регіоні Океанія. Компанія підписала угоду з American Express про надання їм своїх терміналів у США. Для консолідації угоди Hypercom переніс головний офіс з Австралії до Арізони, США. Потім він зіткнувся з безпосередньою конкуренцією Verifone на своєму внутрішньому ринку.
Понад десять років потому в 1994 р. Lipman Electronic Engineering, Ltd. було створено в Ізраїлі. Lipman виготовив лінію обробних терміналів Nurit. Зважаючи на те, що Verifone вже займає місце в галузі обробки платежів, коли Lipman була створена, вона націлилася на невикористану нішу в обробній промисловості. У той час як Lipman займав близько 10 % частки в дротових терміналах кредитних карток, вони (Verifone) були безперечним лідером, з більш ніж 95 % часткою в терміналах бездротової обробки наприкінці 1990-х.
Пізніше Verifone придбав обох цих основних конкурентів, Lipman у 2006 році та платіжну частину (галузь) бізнесу Hypercom, включаючи його бренд у 2011 році.
У 1980 році Жан-Жак Пурель та Мішель Малгуайтр у 1980 році заснували Ingenico у Франції та розробили свій перший платіжний термінал у 1984 році. Його підрозділ R&D, що базується у Барселоні, керуватиме розробкою платіжних терміналів наступне десятиліття. Завдяки низці поглинань протягом кількох років Ingenico домінуватиме на європейському ринку платіжних терміналів. У 2001 році вони придбали виробника платіжних терміналів Bull та De La Rue у Великій Британії, а також німецький Epos.
Спочатку інформацію фіксували з магнітної смужки на тильній стороні (звороті) картки, проводячи карту через термінал. Наприкінці 1990-х їх почали замінювати смарт-картки, де чіп був вбудований у карту. Це було зроблено для додаткової безпеки, і потрібно було вставити картку в термінал для зчитування. Наприкінці 1990-х та на початку 2000-х років були введені безконтактні платежі, а платіжні термінали оновлені, щоб включити можливість читати ці картки за допомогою технології NFC (радіозв'язок близької дії).

## Типові ознаки

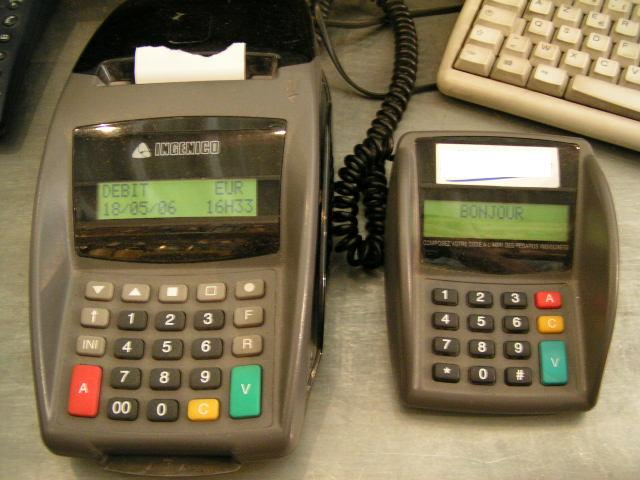
Термінал кредитної картки Ingenico старшого покоління та окрема PIN-клавіатура з 2006 р.

- Введення номера (для операції без наявності картки або поштового та телефонного замовлення)
- Поради/чайові
- Повернення коштів та коригування
- Поселення (включаючи автоматичне)
- Попередня авторизація
- Платежі за допомогою пристроїв із підтримкою NFC
- Віддалена ініціалізація та оновлення програмного забезпечення
- Інтеграція в систему
- Мульти-торгові можливості
- Авторизація підписом або PIN-кодом замовника
- Функція доплати
- Безпечна робота з паролем
- Додаткові вкладення PIN-коду

Як і банкомат, багато платіжних терміналів також оснащені піднятими тактильними кнопками та гніздом для навушників, які дозволяють сліпим чутно закінчити процес оплати.

## Основні виробники

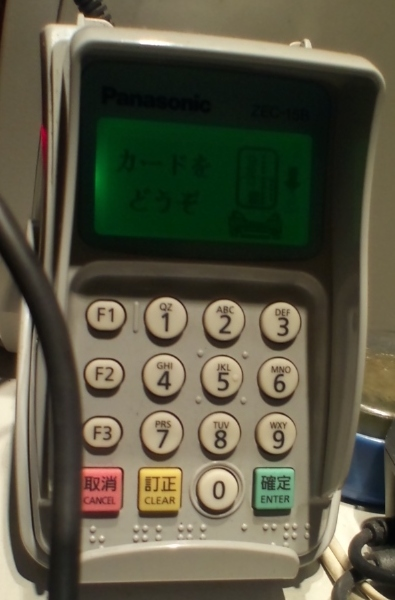
Платіжний термінал застарілого покоління

Є 3 основні глобальні гравці, які пропонують широкий спектр платіжних терміналів, продають по всьому світу і продовжують розробляти відповідно до останніх міжнародних стандартів платіжної галузі. У більшості країн термінали надаються продавцям через безліч дистриб'юторів (наприклад в Україні це банки екваєри), які підтримують і попередньо налаштовують пристрої для роботи з локальною платіжною системою (наприклад український ПРОСТІР) або фінансовими установами.
- Ingenico
- PAX
- Verifone

## Альтернативи

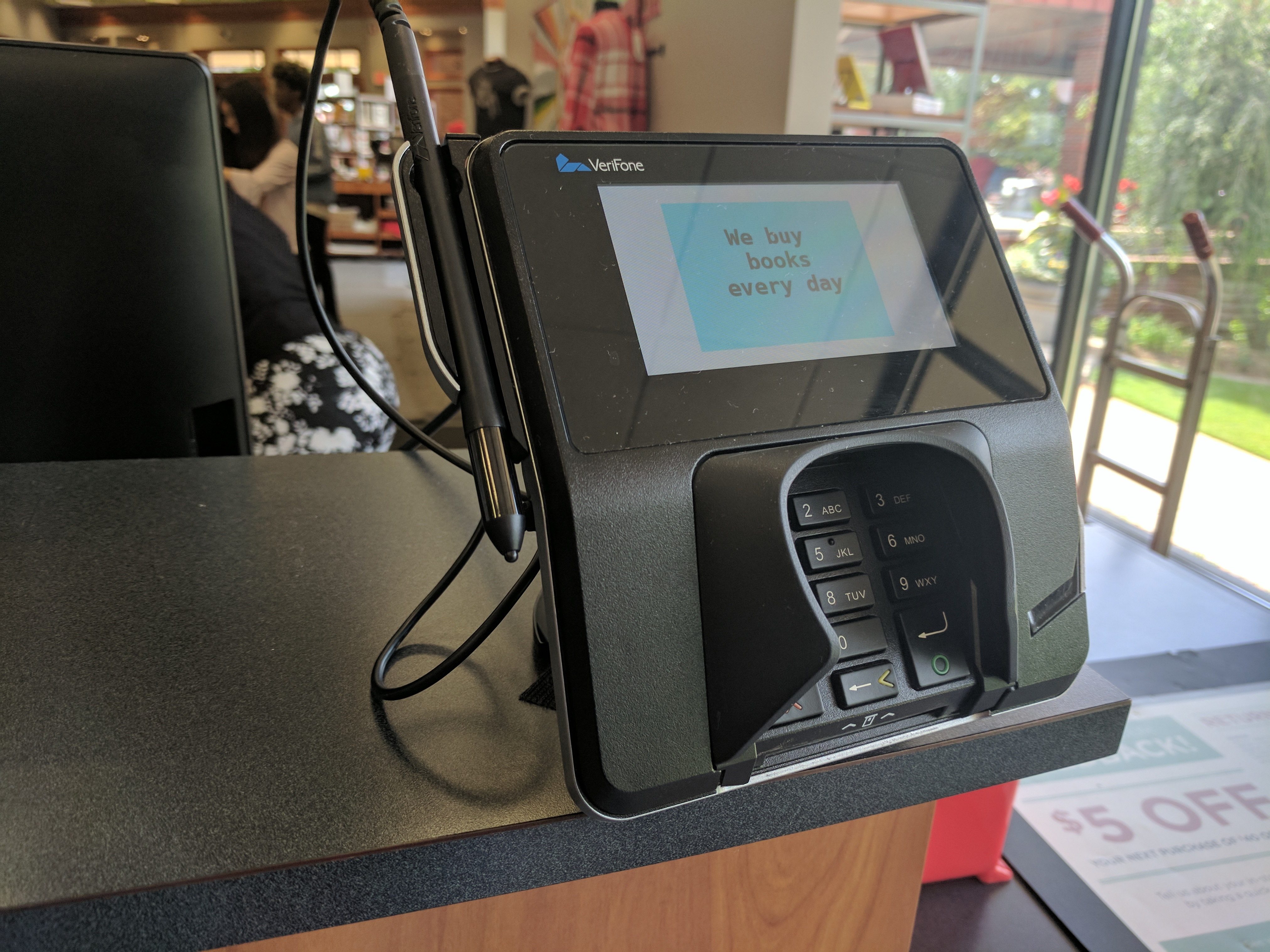
Сенсорний платіжний термінал серії VeriFone MX 915].

Продавець може замінити функціональність спеціального термінального обладнання за допомогою додатку, що працює на ПК або мобільних пристроях (наприклад смартфон, таблет. Зазвичай вони працюють із додатковими зчитувальними пристроями, які можуть передавати дані з магнітної смуги в додаток, хоча є й такі, що також працюють із смарт-карткою (використовуючи технології, такі як EMV), хоча це рідко можна побачити на смартфонах. Якщо необхідне обладнання недоступне, ці програми зазвичай підтримують введення номера картки та інших даних вручну. Крім того, все більше пристроїв починають пропонувати вбудовану технологію RFID або NFC для здійснення безконтактної сплати або мобільного платежу як способи оплати, часто без необхідності додаткового зовнішнього обладнання (наприклад український мобільний застосунок Ощад Pay від АТ «Ощадбанк» для приймання безконтактних платежів у смартфонах без додаткового обладнання).
Деякі платіжні провайдери пропонують «віртуальний термінал» для обробки платежів без присутності картки, наприклад, під час здійснення платежів телефоном.
Системи мобільного платежу, такі як системи, засновані на оплата QR-кодом обходять потребу в платіжних терміналах, в цілому покладаючись на смартфон і роздрукований QR-код.

## ПТКС

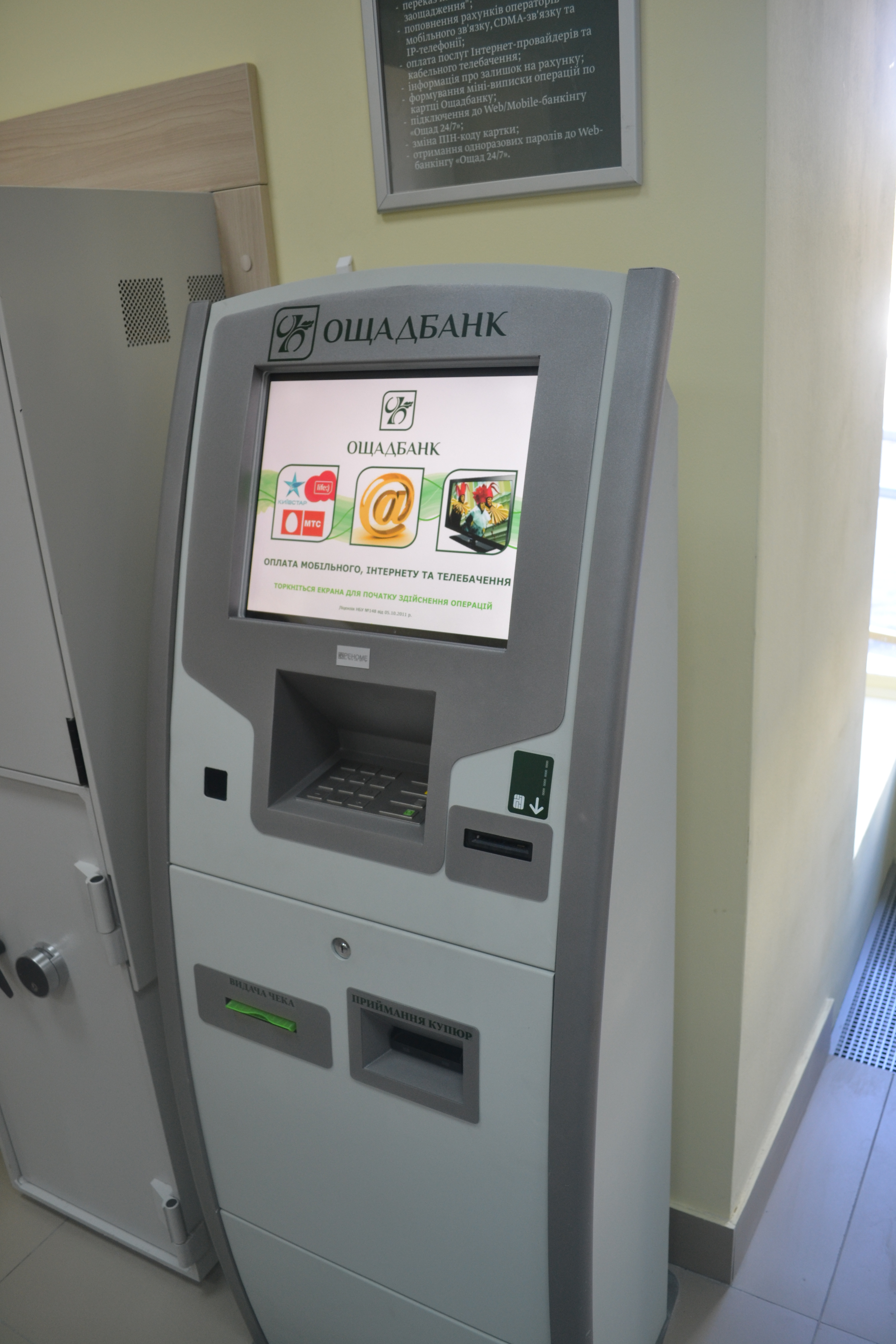
Платіжний термінал Ощадбанку (2014)

В українській законодавчій термінології існує таке поняття як «ПТКС» (програмно-технічний комплекс самообслуговування) — апаратно-програмний комплекс, що забезпечує прийом платежів від фізичних осіб в режимі самообслуговування. Найчастіше видами платежів є оплата рахунків мобільних операторів, інтернет-провайдерів чи комунальних послуг, поповнення депозитних рахунків тощо. Вони можуть здійснюватися як за допомогою готівки так і платіжної картки. Від банкомата відрізняється тим що не має можливості видавати готівку.
Як правило такі термінали обладнуються екраном, клавіатурою, купюроприймачем та принтером для друку чеків. Інколи можуть мати зчитувачі карток (наприклад NFC-зчитувач) та пристрої для видачі решти.